# Пјоцо
Пјоцо (итал. Piozzo) је насеље у Италији у округу Кунео, региону Пијемонт.
Према процени из 2011. у насељу је живело 480 становника. Насеље се налази на надморској висини од 329 м.

## Становништво
Према резултатима пописа становништва 2011. у општини је живело 1.007 становника.
| 1931. | 1936. | 1951. | 1961. | 1971. | 1981. | 1991. | 2001. | 2011. |
| ----- | ----- | ----- | ----- | ----- | ----- | ----- | ----- | ----- |
| 1.782 | 1.685 | 1.490 | 1.251 | 992   | 997   | 956   | 997   | 1.007 |